# Obszar Chronionego Krajobrazu Doliny Samicy Kierskiej
Obszar Chronionego Krajobrazu Doliny Samicy Kierskiej – obszar chronionego krajobrazu zlokalizowany w gminie Suchy Las (tuż przy granicy z gminą Rokietnica), na zachód od wsi Zielątkowo i Golęczewo, w dolinie Samicy Kierskiej, zwanej też Obornicką.
Powierzchnia obszaru liczy 378,1 ha. Krajobraz tworzą przede wszystkim doliny wypełnione użytkami rolnymi i lasami, zadrzewienia śródpolne i zlokalizowane pośród nich oczka wodne. Teren jest pofałdowany i zróżnicowany. Należy do dziesięciu najistotniejszych w Polsce ostoi ptaka bączka.
Wschodnim skrajem obszaru przebiega droga powiatowa nr 2061. Przez tereny obszaru przechodzi Transwielkopolska Trasa Rowerowa.